# Førde
Førde este o comună din provincia Sogn og Fjordane, Norvegia.